# Cladiella daphnae
Cladiella daphnae är en korallart som beskrevs av van Ofwegen och Benayahu 1992. Cladiella daphnae ingår i släktet Cladiella och familjen läderkoraller. Inga underarter finns listade i Catalogue of Life.